# جانوس موس
جانوس موس (21 يونيو 1936 – 2020) هو مبارز بالسيف سويسري راحل، مثّل بلاده في الألعاب الأولمبية الصيفية 1972.

## روابط رياضية
جانوس موس على موقع أوليمبيديا (الإنجليزية)